# Относительность (философия)
1. Относительность — рассмотрение (или же понимание) во взаимосвязи; отношение между (относительным) понятием и его опосредованным содержанием — сущностью, взаимосвязь с которой является непосредственным содержанием такого понятия.

## Основные сведения
Непосредственным содержанием относительного понятия является связь двух или более сущностей. Противоположностью (антитезисом) относительности является абсолютность.
Категория «относительно(е)», отображает моменты объективной реальности и её познания, во взаимосвязи с другими её моментами, следовательно, предметные образы, зависимые от чего-то, не самостоятельные.

### Абсолютное и относительное
Философские категории; абсолютное — обозначенное собой, что существует через себя, или существующее само по себе и не имеющее внешней причины своей необходимости (вне логических связей), абсолютно независимое и самодостаточное. Абсолютное — раскрывается только в себе самом, в своих обозначениях, различая себя в своих, только ему присущих свойствах, проявляясь самим собой во всех отношениях, и значит полностью автономное. Относительное как опосредствованное, или вытекающее из другого, обозначенное посредством вмешательства сопутствующих факторов, находящееся во взаимосвязи, или зависимое от чего-то, и значит не автономное. Любой предмет представляет собой органическое соединение «абсолютного и относительного», в разных соотношениях и под разными углами зрения, он выступает то автономным, то не автономным. Не существует предметов, которые были бы полностью самостоятельными, или независимыми во всех отношениях от других. Не существует предметов свойства, которых бы, не проявлялись посредством других, так же как нет предметов абсолютно зависимых или независимых от других. Взаимосвязь «абсолютного и относительного», в процессе познания раскрывает также и диалектический материализм в учении об «абсолютной и относительной истине».